# Maghraoua (Médéa)
Maghraoua (în arabă مغراوة) este o comună din provincia Médéa, Algeria.
Populația comunei este de 5.647 de locuitori (2008).